# Serra de Mangrana
La Serra de Mangrana és una serra situada al municipi de La Pobla de Massaluca a la comarca de la Terra Alta, amb una elevació màxima de 337 metres.